# Michael Esser (Hörspielautor)

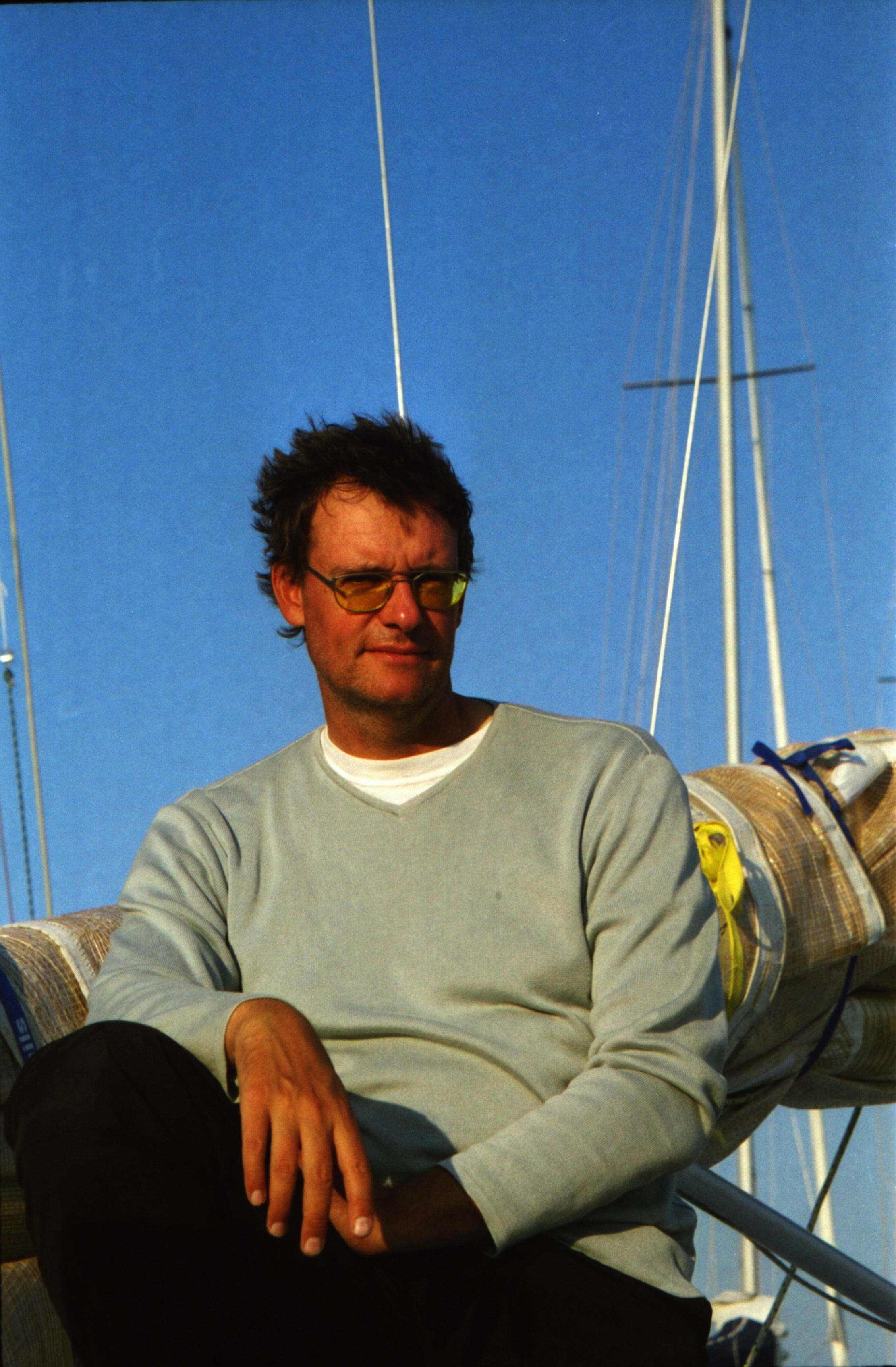
Michael Esser (1990)

Michael Esser (* 13. August 1955 in Mönchengladbach; † 22. September 2022 in Kiel) war ein deutscher Hörspielautor, Produzent und Regisseur.

## Leben
Esser absolvierte eine Lehre zum Baumschulgärtner. Anschließend studierte er Malerei und Film an der Hochschule für Bildende Künste Hamburg und begann anschließend mit dem Schreiben von Drehbüchern und Hörspielen und arbeitete mit ARD (WDR, HR, SFB) zusammen. Als Autor entwickelte er in den 1990er Jahren in enger Zusammenarbeit mit dem Regisseur Walter Adler innovative Formen von Science-Fiction-Hörspielen. Die Kooperation mündete 1999 in der Durchführung eines 16-Stunden-Radiotages für den Hessischen Rundfunk zum Start des ersten Moduls der Internationalen Raumstation ISS. Parallel dazu schrieb er Texte für verschiedene Computer-Magazine und für Die Zeit. In dieser Zeit entstanden Sachbücher. In den 2000er Jahren gründete er das Hörspiel- und Hörbuch-Label Campfire Media.
Esser lehrte zunächst als freier Dozent an der Hamburg Media School und ab 2004 als Dozent am Institut für Kultur und Medienmanagement der Hochschule für Musik und Theater Hamburg.

## Veröffentlichungen (Auswahl)

### Hörspiele für ARD
- Wie Hans Linda traf (60 min 1988 Radio Bremen)
- 5-10-100 (60 min 1990 SFB)
- Geheimes Leben (39 min 1991 SFB)
- Surf packed (44 min 1992 SR)
- VirX (37 min 1993 HR)
- PartyZone (39 min 1993 SFB)
- President in Space (44 min 1997 HR)
- Maschinen sind Freunde (50 min 1994 WDR)
- Interzone (43 min 1995 SWF)
- Fischlein im Wasser (56 min 1996 HR)
- Mr Cyberspace Elite (50 min 1997 SWF)
- Infoplankton (54 min 1998 DLR)
- Electric Lady Land (53 min 1998 WDR)
- Im Tal der Spiele (54 min 1998 SWF)
- Voyager (23 min 1999 RB)
- Mr Jones ist tot (24 min 1999 RB)
- Loraine (21 min 1999 RB)
- Der Netzmann (54 min 1999 WDR)
- Extropia (54 min 2001 WDR)
- Apeiron (83 min 2003 NDR/WDR)
- Basic Beliefs (53 min 2007 WDR)

### RadioFeature für ARD
- Wissen in Scheiben – Die Compact Disc als digitales Speichermedium der Zukunft (60 min 1993 HR)
- Elektrische Drogen – Kinderpioniere auf der anderen Seite des Monitors (60 min 1994 HR)
- Singende Drähte – Willkommen auf dem Datenhighway (60 min 1995 HR)
- Elektrische Nähe – Radioessay (60 min 1995 HR)
- Satelliten sehen Dich an – Das erste Ziel der Raumfahrt ist die Erde (60 min 1996 HR)
- HOPE – Künstliche Intelligenz gegen menschliche Intelligenz (60 min 1997 HR)
- 2026 – früher fürchteten wir uns vor Außerirdischen, jetzt werden wir selber welche (60 min 1997 HR)
- Sieben Leben im Super Mario Land (60 min 1998 HR)
- Bernies Reisen – Die menschliche Identität im Internet (60 min 1998 HR)
- Wellcome to the machine – Von der Höhle zum denkenden Haus (60 min 1999 HR)
- Space Travelers – Wie die Grenzen zwischen Science und Fiction verschwinden (60 min 1999 WDR)
- Sind Astronauten überflüssig? (30 min 1999 HR)
- Sound Buccaneers – Das Netz macht das Gesetz (60 min 2001 WDR)

### Hörspiele und Hörbücher als Autor, Regisseur, Produzent und Verleger
- Als Selbst-Entwickler zu privatem und beruflichem Erfolg mit Jens Corssen (2004)
- Als Selbst-Entwickler zu Gelassenheit und gehobener Gestimmtheit mit Jens Corssen (2015)
- Nach Amerika – Eine Geschichte der Auswanderung in die Vereinigten Staaten von Amerika
- In Amerika – Vom Einwanderer zum Millionär
- Die Orchesterrepublik – Ein Streifzug durch die Geschichte der Berliner Philharmoniker
- Briefe aus der Umlaufbahn – Ein Vater schreibt seinem Sohn aus den Weiten des Weltraums mit Jerry Linenger
- Das Beste oder Nichts – Gottlieb Daimler und die Erfindung des Automobils
- Wahnsinn und Wirklichkeit – Wahre Geschichten aus der Wirtschaft
- Tonspuren – Audi History (deutsch, engl. flämisch, französisch, ungarisch)
- fahren, fahren – Eine Reise durch die Geschichte der motorisierten Mobilität (deutsch, engl.)
- Lieber Geld verlieren als Vertrauen – Robert Bosch, Wegbereiter und Weltbürger (deutsch, engl.)
- Europa ruft Amerika – Drei Brüder, der Ozean und ein Kabel (deutsch, engl.)
- Berthas Beitrag – Die große Fahrt mit dem pferdelosen Wagen
- Gentleman Gangster Vol 1 – Der Mann, der den Eiffelturm verkaufte
- Gentleman Gangster Vol 2 – Der Mann, der die Hitler-Tagebücher verkaufte
- Gentleman Gangster Vol 3 – Der Enkel des Kaisers
- Gentleman Gangster Vol 4 – Der Mann, der die Welt anzündete
- Aus dem Leben eines Suchenden – Alberto Giacometti, mit Ingrid Leonie Severin
- Meine Bilder sind mein Tagebuch – Edvard Munch mit Ingrid Leonie Severin
- Hamburg – Geschichten über die Hansestadt (Anthologie)
- Jagd – Jagd-Geschichten von Literaten (Anthologie)
- John & Maus I (deutsch, französisch), II, Auf dem Weg nach Weißnochnichtwo, III, IV, V mit Andreas Fröhlich

### Bücher
- Der Griff nach den Sternen. Sachbuch. Kosmos Verlag, 1999, ISBN 3-7643-5940-4.
- mit Tom Schmidt: Statusspiele. Ratgeber. Fischer Verlag, 2012, ISBN 978-3-596-17980-0.
- John & Maus. Auf dem Weg nach Weißnochnichtwo. Roman. KJM Buchverlag, 2015, ISBN 978-3-945465-12-7.

## Auszeichnungen
- 2001 Bestes deutschsprachiges SF-Hörspiel[8]
- 2008 Nominierungen für den Deutschen Hörbuchpreis[9]
- 2009 Best Corporate Publishing Award[10]
- 2012 Nominierungen für den Deutschen Hörbuchpreis[11]